# 3. division i håndbold for kvinder 2013-14
3. division i håndbold for kvinder var turneringen på niveau 4 for kvindelige danske klubhold i sæsonen 2013-14. Turneringen blev arrangeret af Jydsk Håndbold Forbund og Håndbold Region Øst og havde deltagelse af 68 klubber, der var fordelt i seks geografisk inddelte puljer med 10-12 hold i hver pulje, og som spillede om oprykning til 2. division samt om at undgå nedrykning til de lokale serier.
Fem af puljerne blev vundet af Svenstup-Godthåb IF, Vejen EH's andethold, GOG's andethold, Nykøbing Falster HK's andethold og HIK, som dermed alle rykkede op i 2. division. Den sidste pulje blev vundet af IK Skovbakkens tredjehold, som ikke var oprykningsberettiget, eftersom klubben allerede havde et hold i 2. division.
De seks toere spillede playoffkampe om tre pladser i oprykningskampene mod tre hold fra 2. division. De tre pladser i oprykningskampene gik til Mejrup-Hvam, IF Stjernen og Holbæk HK, hvoraf de to sidstnævnte i oprykningskampene formåede at sikre sig oprykning til 2. division.
De hold, der sluttede på 11.- eller 12.-pladsen i de seks 3. divisions-puljer, rykkede ned i de lokale serier, og derfor måtte følgende hold findes sig i at blive degraderet til en lavere række: Løgstør HK, HF Hjørring, SGI-Håndbold, Brande HK, Midtfyns HK, Jersie HK, USG og VHC/Vidar. Derudover måtte de seks hold, der sluttede på 10.-pladsen i deres 3. divisions-pulje spille nedrykningskampe for at undgå nedrykning. Nedrykningskampene resulterede i, at følgende hold også rykkede ned: Haarby BK, Dalby G&IF og Ravnstrup KFUM.

## Hold
| Pulje                                                           | Hold                          | Hjemmebane                                                              | By                   | Foregående sæson                                     |
| --------------------------------------------------------------- | ----------------------------- | ----------------------------------------------------------------------- | -------------------- | ---------------------------------------------------- |
| Pulje 1                                                         | HF Hjørring                   | Hallen Park Vendia                                                      | Hjørring             | Nr. 9 i 3. division, pulje 1                         |
| Pulje 1                                                         | Horne KFUM                    | Stendyssehallen                                                         | Horne                | Nr. 3 i 3. division, pulje 1                         |
| Pulje 1                                                         | Løgstør HK                    | Lanternen                                                               | Løgstør              | Nr. 4 i 3. division, pulje 1                         |
| Pulje 1                                                         | Oddense-Otting UGF (O)        | Oddense Hus                                                             | Oddense              | Nr. 1 i Jyllandsserien, pulje 2                      |
| Pulje 1                                                         | Ravnstrup KFUM                | Hald Ege Idrætscenter                                                   | Hald Ege             | Nr. 9 i 3. division, pulje 2                         |
| Pulje 1                                                         | Strandby/Elling IF            | Bannerslundhallen                                                       | Elling               | Nr. 10 i 3. division, pulje 1                        |
| Pulje 1                                                         | Svenstrup-Godthåb IF          | Højvangshallen                                                          | Svenstrup            | Nr. 6 i 3. division, pulje 1                         |
| Pulje 1                                                         | Valsgaard IF 83 (O)           | Valsgård Hallen                                                         | Valsgård             | Nr. 2 i Jyllandsserien, pulje 2                      |
| Pulje 1                                                         | Viborg HK 2 (N)               | Viborg Stadionhal                                                       | Viborg               | Nr. 12 i 2. division, pulje 1                        |
| Pulje 1                                                         | Visse IF                      | Gughallen Gigantium                                                     | Aalborg              | Nr. 8 i 3. division, pulje 1                         |
| Pulje 1                                                         | Aabybro HK 2 (O)              | DGI-Huset Aabybro                                                       | Aabybro              | Nr. 1 i Jyllandsserien, pulje 1                      |
| Pulje 1                                                         | Aalborg HK                    | Idrætshallen Østre Allé                                                 | Aalborg              | Nr. 5 i 3. division, pulje 1                         |
| Pulje 2                                                         | Brande HK                     | Brande-Hallerne                                                         | Brande               | Nr. 8 i 3. division, pulje 2                         |
| Pulje 2                                                         | IF 92 Esbjerg (O)             | Rørkjærhallen                                                           | Esbjerg              | Nr. 1 i Jyllandsserien, pulje 5                      |
| Pulje 2                                                         | Ikast Håndbold                | Hyldgårdskolen Sportscenter Ikast                                       | Ikast                | Nr. 4 i 3. division, pulje 2 (som Ikast KFUM)        |
| Pulje 2                                                         | Mejdal GIK                    | Mejdal-Halgård Sportscenter                                             | Holstebro            | Nr. 5 i 3. division, pulje 2                         |
| Pulje 2                                                         | Mejrup-Hvam                   | Mejrup Kultur- og Fritidscenter Borbjerg Fritidscenter                  | Holstebro Borbjerg   | Nr. 3 i 3. division, pulje 2                         |
| Pulje 2                                                         | Ribe HK                       | Ribe Fritidscenter                                                      | Ribe                 | Nr. 8 i 3. division, pulje 4                         |
| Pulje 2                                                         | SGI-Håndbold (O)              | Guldagerhallerne                                                        | Esbjerg              | Nr. 2 i Jyllandsserien, pulje 5                      |
| Pulje 2                                                         | Silkeborg-Gødvad Håndbold     | JYSK Arena Gødvadhallen Vestergadehallen                                | Silkeborg            | Nr. 7 i 3. division, pulje 3                         |
| Pulje 2                                                         | Team Vest Håndbold            | Sportspark Blåvandshuk Billumhallen                                     | Oksbøl Billum        | Nr. 7 i 3. division, pulje 2                         |
| Pulje 2                                                         | Tjørring IF                   | Nordvest Hallen                                                         | Tjørring             | Nr. 6 i 3. division, pulje 2                         |
| Pulje 2                                                         | TM Tønder Håndbold (O)        | Tønder Sports- og FritidsCenter                                         | Tønder               | Nr. 1 i Jyllandsserien, pulje 6                      |
| Pulje 2                                                         | Vejen EH 2                    | Vejen Idrætscenter                                                      | Vejen                | Nr. 7 i 3. division, pulje 4 (som KIF Vejen 2)       |
| Pulje 3                                                         | AGF                           | Frederiksbjerghallerne Atletion Stadionhal Atletion Team Danmark-hallen | Aarhus               | Nr. 3 i 3. division, pulje 3                         |
| Pulje 3                                                         | Hammel GF                     | Hammel Idrætscenter                                                     | Hammel               | Nr. 9 i 3. division, pulje 3                         |
| Pulje 3                                                         | Hornbæk SF 2 (O)              | Hornbækhallen                                                           | Over Hornbæk         | Nr. 2 i Jyllandsserien, pulje 3                      |
| Pulje 3                                                         | Horsens HK 2                  | Dagnæs Hallen Forum Horsens                                             | Horsens              | Nr. 6 i 3. division, pulje 3                         |
| Pulje 3                                                         | IK Skovbakken 3 (O)           | Vejlby-Risskov Hallerne                                                 | Aarhus               | Nr. 1 i Jyllandsserien, pulje 3                      |
| Pulje 3                                                         | JAI                           | Annexhallen                                                             | Aarhus               | Nr. 4 i 3. division, pulje 3                         |
| Pulje 3                                                         | Stavtrup IF                   | Stavtruphallen                                                          | Aarhus               | Nr. 7 i 3. division, pulje 1                         |
| Pulje 3                                                         | Viby IF 2 (O)                 | Viby Idrætscenter                                                       | Aarhus               | Nr. 1 i Jyllandsserien, pulje 4                      |
| Pulje 3                                                         | VRI                           | Bellevuehallerne                                                        | Aarhus               | Nr. 11 i 3. division, pulje 3                        |
| Pulje 3                                                         | Åstrup/Hammelev               | Åstruphallen                                                            | Grenaa               | Nr. 8 i 3. division, pulje 3                         |
| Pulje 4                                                         | Børkop HK                     | Gauerslund Idrætscenter                                                 | Børkop               | Nr. 10 i 3. division, pulje 3                        |
| Pulje 4                                                         | DHG 2 (N)                     | Dalumhallerne                                                           | Odense               | Nr. 4 i 2. division, pulje 2                         |
| Pulje 4                                                         | Fredericia HK 1990 2          | Fredericia Idrætscenter Brestrup-Pjedstedhallen                         | Fredericia Bredstrup | Nr. 5 i 3. division, pulje 3                         |
| Pulje 4                                                         | GOG 2                         | Gudmehallerne                                                           | Gudme                | Nr. 6 i 3. division, pulje 4                         |
| Pulje 4                                                         | Haarby Boldklub (O)           | Haarbyhallerne                                                          | Haarby               | Nr. 2 i Fynsserien                                   |
| Pulje 4                                                         | IF Stjernen                   | Skt. Jørgens Hallen                                                     | Odense               | Nr. 3 i 3. division, pulje 4                         |
| Pulje 4                                                         | Kolding HK                    | Parkhallen                                                              | Kolding              | Nr. 9 i 3. division, pulje 4                         |
| Pulje 4                                                         | Midtfyns HK (O)               | Espe Hallen Idrætscenter Midtfyn                                        | Espe Ringe           | Nr. 1 i Fynsserien                                   |
| Pulje 4                                                         | TPI                           | Paarup-Hallerne                                                         | Odense               | Nr. 2 i 3. division, pulje 4                         |
| Pulje 4                                                         | Tved G&I (N)                  | Tvedhallen                                                              | Tved                 | Nr. 11 i 2. division, pulje 2                        |
| Pulje 4                                                         | Vejle Håndbold (N)            | DGI-huset Vejle                                                         | Vejle                | Nr. 12 i 2. division, pulje 2                        |
| Pulje 5                                                         | Albertslund/Glostrup Håndbold | Albertslund-hallerne Glostrup Hallen                                    | Albertslund Glostrup | Nr. 5 i 3. division, pulje 5                         |
| Pulje 5                                                         | Dalby G&IF (O)                | Dalby-hallen                                                            | Dalby                | Nr. 2 i Kvalifikationsrækken, pulje 1                |
| Pulje 5                                                         | Holbæk HK                     | Stadionhallen                                                           | Holbæk               | Nr. 2 i 3. division, pulje 5                         |
| Pulje 5                                                         | HØJ 2                         | Ølstykke Hallen Jyllingehallen                                          | Ølstykke Jyllinge    | Nr. 10 i 3. division, pulje 6                        |
| Pulje 5                                                         | Jersie HK                     | Jersie Hallen                                                           | Jersie               | Nr. 10 i 3. division, pulje 5                        |
| Pulje 5                                                         | Mørkøv KFUM                   | Mørkøv-hallen                                                           | Mørkøv               | Nr. 4 i 3. division, pulje 5 (som Team Tornved KFUM) |
| Pulje 5                                                         | Nykøbing Falster HK 2         | Pricerunner Arena                                                       | Nykøbing Falster     | Nr. 3 i 3. division, pulje 5                         |
| Pulje 5                                                         | Roskilde Håndbold 2           | Roskilde Kongres- & Idrætscenter                                        | Roskilde             | Nr. 7 i 3. division, pulje 5                         |
| Pulje 5                                                         | Team Faxe Håndbold (O)        | Faxe-hallen Haslev-hallerne                                             | Faxe Haslev          | Nr. 1 i Kvalifikationsrækken, pulje 1                |
| Pulje 5                                                         | Team NH                       | Bornholms Idræts- og Kulturcenter                                       | Allinge              | Nr. 8 i 3. division, pulje 5                         |
| Pulje 5                                                         | TMS Ringsted 2                | Ringsted Hallerne                                                       | Ringsted             | Nr. 9 i 3. division, pulje 5                         |
| Pulje 6                                                         | AB                            | AB-hallen                                                               | Bagsværd             | Nr. 8 i 3. division, pulje 6                         |
| Pulje 6                                                         | B 09 København (O)            | Valby Hallen Sundby Hallerne                                            | Valby Sundbyvester   | Nr. 1 i Kvalifikationsrækken, pulje 3                |
| Pulje 6                                                         | BK Ydun 2 (N)                 | Frederiksberg-Hallerne                                                  | Frederiksberg        | Nr. 12 i 2. division, pulje 3                        |
| Pulje 6                                                         | Furesø Håndbold (O)           | Farum Arena                                                             | Farum                | Nr. 1 i Kvalifikationsrækken, pulje 2                |
| Pulje 6                                                         | Gladsaxe/HG (N)               | Gladsaxe Sportshal                                                      | Gladsaxe             | Nr. 10 i 2. division, pulje 3                        |
| Pulje 6                                                         | HIK                           | Maglegårdshallen                                                        | Hellerup             | Nr. 6 i 3. division, pulje 6                         |
| Pulje 6                                                         | Herlev/Hjorten Håndbold       | Herlev-Hallen                                                           | Herlev               | Nr. 9 i 3. division, pulje 6                         |
| Pulje 6                                                         | Hillerød HK                   | FrederiksborgCentret Trollesmindehallen                                 | Hillerød             | Nr. 3 i 3. division, pulje 6                         |
| Pulje 6                                                         | Team Nørrebro                 | Nørrebrohallen                                                          | København            | Nr. 4 i 3. division, pulje 6                         |
| Pulje 6                                                         | USG                           | Otto Mønsted Hallen                                                     | København            | Nr. 5 i 3. division, pulje 6                         |
| Pulje 6                                                         | VHC/Vidar                     | Vanløsehallen                                                           | Vanløse              | Nr. 7 i 3. division, pulje 6                         |
| Pulje 6                                                         | Øresund Håndbold (N)          | NKK-hallen Humlebæk Idrætscenter                                        | Nivå Humlebæk        | Nr. 11 i 2. division, pulje 3                        |
| (N) Nedrykker fra 2. division (O) Oprykker fra de lokale serier |                               |                                                                         |                      |                                                      |

| Klubber i 3. division 2013-14 | Klubber i 3. division 2013-14                                                                  |
| --- | ---------------------------------------------------------------------------------------------- |
| Pulje 1 Pulje 2 Pulje 3 Pulje 4 Pulje 5 Pulje 6 Hjørring Horne Løgstør Oddense-Otting Ravnstrup Strandby/Elling Svenstrup-Godthåb Valsgaard Viborg Visse Aabybro Aalborg Brande IF 92 Ikast Mejdal Mejrup-Hvam Ribe SGI Silkeborg-Gødvad Team Vest Tjørring Tønder Vejen Se kort over Aarhus Hammel Hornbæk Horsens Åstrup/Hammelev Børkop DHG Fredericia GOG Haarby Stjernen Kolding Midtfyn TPI Tved Vejle AG Dalby Holbæk HØJ Jersie Mørkøv Nykøbing Falster Roskilde Team Faxe Team NH TMS Ringsted Furesø Se kort over København Hillerød Øresund |                                                                                                |
| Klubber i Aarhus-området | Klubber i Københavns-området                                                                   |
| AGF Skovbakken JAI Stavtrup Viby VRI | Albertslund/Glostrup AB B 09 Ydun Furesø Gladsaxe/HG HIK Herlev/Hjorten Nørrebro USG VHC/Vidar |

## Puljer
Holdene var fordelt i 6 geografisk inddelte puljer med 10-12 hold i hver pulje. I hver pulje spillede holdene en dobbeltturnering alle-mod-alle, således at alle hold spillede to indbyrdes opgør – én kamp på hvert holds hjemmebane.

### Pulje 1
| Nr | Hold                   | K  | V  | U | T  | Mf  |   | Mi  | +/-  | P                                       |
| -- | ---------------------- | -- | -- | - | -- | --- | - | --- | ---- | --------------------------------------- |
| 1  | Svenstrup-Godthåb IF   | 22 | 18 | 1 | 3  | 596 | – | 510 | +86  | 37Oprykning til 2. division 2014-15     |
| 2  | Aalborg HK             | 22 | 16 | 0 | 6  | 594 | – | 439 | +155 | 32Kvalificeret til oprykningskampe      |
| 3  | Horne KFUM             | 22 | 13 | 3 | 6  | 560 | – | 504 | +56  | 29                                      |
| 4  | Strandby/Elling IF     | 22 | 12 | 2 | 8  | 547 | – | 508 | +39  | 26                                      |
| 5  | Valsgaard IF 83 (O)    | 22 | 12 | 1 | 9  | 475 | – | 437 | +38  | 25                                      |
| 6  | Oddense-Otting UGF (O) | 22 | 11 | 2 | 9  | 533 | – | 523 | +10  | 24                                      |
| 7  | Visse IF               | 22 | 10 | 1 | 11 | 519 | – | 519 | 0    | 21                                      |
| 8  | Viborg HK 2 (N)        | 22 | 9  | 2 | 11 | 562 | – | 545 | +17  | 20                                      |
| 9  | Aabybro HK 2 (O)       | 22 | 9  | 0 | 13 | 526 | – | 532 | −6   | 18                                      |
| 10 | Ravnstrup KFUM         | 22 | 8  | 2 | 12 | 443 | – | 520 | −77  | 18Kvalificeret til nedrykningskampe     |
| 11 | Løgstør HK             | 22 | 4  | 3 | 15 | 444 | – | 528 | −84  | 11Nedrykning til Jyllandsserien 2014-15 |
| 12 | HF Hjørring            | 22 | 1  | 1 | 20 | 412 | – | 646 | −234 | 3Nedrykning til Jyllandsserien 2014-15  |

 K: Kampe spillet, V: Vundne kampe, U: Uafgjorte kampe, T: Tabte kampe, Mf: Mål for, Mi: Mål imod, +/-: Måldifference, P: Point

 

### Pulje 2
| Nr | Hold                      | K  | V  | U | T  | Mf  |   | Mi  | +/-  | P                                       |
| -- | ------------------------- | -- | -- | - | -- | --- | - | --- | ---- | --------------------------------------- |
| 1  | Vejen EH 2                | 22 | 20 | 0 | 2  | 579 | – | 413 | +166 | 40Oprykning til 2. division 2014-15     |
| 2  | Mejrup-Hvam               | 22 | 17 | 0 | 5  | 545 | – | 455 | +90  | 34Kvalificeret til oprykningskampe      |
| 3  | Silkeborg-Gødvad Håndbold | 22 | 15 | 1 | 6  | 477 | – | 412 | +65  | 31                                      |
| 4  | Ikast Håndbold            | 22 | 13 | 3 | 6  | 525 | – | 437 | +88  | 29                                      |
| 5  | Mejdal GIK                | 22 | 11 | 1 | 10 | 510 | – | 474 | +36  | 23                                      |
| 6  | Ribe HK                   | 22 | 11 | 0 | 11 | 458 | – | 473 | −15  | 22                                      |
| 7  | TM Tønder Håndbold (O)    | 22 | 10 | 1 | 11 | 516 | – | 528 | −12  | 21                                      |
| 8  | IF 92 Esbjerg (O)         | 22 | 8  | 2 | 12 | 436 | – | 486 | −50  | 18                                      |
| 9  | Tjørring IF               | 22 | 7  | 3 | 12 | 451 | – | 511 | −60  | 17                                      |
| 10 | Team Vest Håndbold        | 22 | 6  | 3 | 13 | 437 | – | 496 | −59  | 15Kvalificeret til nedrykningskampe     |
| 11 | SGI-Håndbold (O)          | 22 | 5  | 4 | 13 | 463 | – | 496 | −33  | 14Nedrykning til Jyllandsserien 2014-15 |
| 12 | Brande HK                 | 22 | 0  | 0 | 22 | 406 | – | 622 | −216 | 0Nedrykning til Jyllandsserien 2014-15  |

 K: Kampe spillet, V: Vundne kampe, U: Uafgjorte kampe, T: Tabte kampe, Mf: Mål for, Mi: Mål imod, +/-: Måldifference, P: Point

 

### Pulje 3
| Nr | Hold                | K  | V  | U | T  | Mf  |   | Mi  | +/-  | P                                  |
| -- | ------------------- | -- | -- | - | -- | --- | - | --- | ---- | ---------------------------------- |
| 1  | IK Skovbakken 3 (O) | 18 | 16 | 0 | 2  | 500 | – | 350 | +150 | 32Ikke oprykningsberettiget        |
| 2  | AGF                 | 18 | 15 | 0 | 3  | 431 | – | 328 | +103 | 30Kvalificeret til oprykningskampe |
| 3  | JAI                 | 18 | 11 | 1 | 6  | 404 | – | 379 | +25  | 23                                 |
| 4  | Hammel GF           | 18 | 8  | 1 | 9  | 383 | – | 386 | −3   | 17                                 |
| 5  | Stavtrup IF         | 18 | 7  | 3 | 8  | 355 | – | 381 | −26  | 17                                 |
| 6  | Hornbæk SF 2 (O)    | 18 | 7  | 3 | 8  | 333 | – | 325 | +8   | 17                                 |
| 7  | Horsens HK 2        | 18 | 7  | 3 | 8  | 410 | – | 401 | +9   | 17                                 |
| 8  | Åstrup/Hammelev     | 18 | 6  | 1 | 11 | 360 | – | 429 | −69  | 13                                 |
| 9  | Viby IF 2 (O)       | 18 | 4  | 1 | 13 | 349 | – | 455 | −106 | 9                                  |
| 10 | VRI                 | 18 | 2  | 1 | 15 | 331 | – | 422 | −91  | 5Kvalificeret til nedrykningskampe |

 K: Kampe spillet, V: Vundne kampe, U: Uafgjorte kampe, T: Tabte kampe, Mf: Mål for, Mi: Mål imod, +/-: Måldifference, P: Point

 

### Pulje 4
| Nr | Hold                 | K  | V  | U | T  | Mf  |   | Mi  | +/-  | P                                   |
| -- | -------------------- | -- | -- | - | -- | --- | - | --- | ---- | ----------------------------------- |
| 1  | GOG 2                | 20 | 19 | 0 | 1  | 554 | – | 343 | +211 | 38Oprykning til 2. division 2014-15 |
| 2  | IF Stjernen          | 20 | 15 | 0 | 5  | 513 | – | 354 | +159 | 30Kvalificeret til oprykningskampe  |
| 3  | Kolding HK           | 20 | 15 | 0 | 5  | 510 | – | 421 | +89  | 30                                  |
| 4  | Vejle Håndbold (N)   | 20 | 14 | 1 | 5  | 519 | – | 424 | +95  | 29                                  |
| 5  | TPI                  | 20 | 11 | 1 | 8  | 470 | – | 406 | +64  | 23                                  |
| 6  | Tved G&I (N)         | 20 | 11 | 1 | 8  | 485 | – | 422 | +63  | 23                                  |
| 7  | Børkop HK            | 20 | 8  | 1 | 11 | 446 | – | 505 | −59  | 17                                  |
| 8  | Fredericia HK 1990 2 | 20 | 6  | 0 | 14 | 360 | – | 462 | −102 | 12                                  |
| 9  | DHG 2 (N)            | 20 | 4  | 0 | 16 | 362 | – | 539 | −177 | 8                                   |
| 10 | Haarby Boldklub (O)  | 20 | 3  | 0 | 17 | 356 | – | 509 | −153 | 6Kvalificeret til nedrykningskampe  |
| 11 | Midtfyns HK (O)      | 20 | 2  | 0 | 18 | 360 | – | 550 | −190 | 4Nedrykning til Fynsserien 2014-15  |

 K: Kampe spillet, V: Vundne kampe, U: Uafgjorte kampe, T: Tabte kampe, Mf: Mål for, Mi: Mål imod, +/-: Måldifference, P: Point

 

### Pulje 5
| Nr | Hold                          | K  | V  | U | T  | Mf  |   | Mi  | +/-  | P                                            |
| -- | ----------------------------- | -- | -- | - | -- | --- | - | --- | ---- | -------------------------------------------- |
| 1  | Nykøbing Falster HK 2         | 20 | 19 | 0 | 1  | 533 | – | 392 | +141 | 38Oprykning til 2. division 2014-15          |
| 2  | Holbæk HK                     | 20 | 17 | 2 | 1  | 467 | – | 369 | +98  | 36Kvalificeret til oprykningskampe           |
| 3  | Mørkøv KFUM                   | 20 | 12 | 2 | 6  | 513 | – | 402 | +111 | 26                                           |
| 4  | TMS Ringsted 2                | 20 | 10 | 1 | 9  | 444 | – | 454 | −10  | 21                                           |
| 5  | Albertslund/Glostrup Håndbold | 20 | 10 | 0 | 10 | 455 | – | 431 | +24  | 20                                           |
| 6  | Team NH                       | 20 | 9  | 1 | 10 | 409 | – | 422 | −13  | 19                                           |
| 7  | Team Faxe Håndbold (O)        | 20 | 7  | 3 | 10 | 409 | – | 418 | −9   | 17                                           |
| 8  | HØJ 2                         | 20 | 7  | 2 | 11 | 421 | – | 461 | −40  | 16                                           |
| 9  | Roskilde Håndbold 2           | 20 | 7  | 1 | 12 | 425 | – | 461 | −36  | 15                                           |
| 10 | Dalby G&IF (O)                | 20 | 5  | 2 | 13 | 401 | – | 463 | −62  | 12Kvalificeret til nedrykningskampe          |
| 11 | Jersie HK                     | 20 | 0  | 0 | 20 | 334 | – | 538 | −204 | 0Nedrykning til Kvalifikationsrækken 2014-15 |

 K: Kampe spillet, V: Vundne kampe, U: Uafgjorte kampe, T: Tabte kampe, Mf: Mål for, Mi: Mål imod, +/-: Måldifference, P: Point

 

### Pulje 6
| Nr | Hold                    | K  | V  | U | T  | Mf  |   | Mi  | +/-  | P                                             |
| -- | ----------------------- | -- | -- | - | -- | --- | - | --- | ---- | --------------------------------------------- |
| 1  | HIK                     | 22 | 19 | 0 | 3  | 569 | – | 444 | +125 | 38Oprykning til 2. division 2014-15           |
| 2  | Furesø Håndbold (O)     | 22 | 15 | 0 | 7  | 485 | – | 463 | +22  | 30Kvalificeret til oprykningskampe            |
| 3  | Gladsaxe/HG (N)         | 22 | 12 | 2 | 8  | 517 | – | 461 | +56  | 26                                            |
| 4  | AB                      | 22 | 12 | 2 | 8  | 550 | – | 522 | +28  | 26                                            |
| 5  | Team Nørrebro           | 22 | 12 | 1 | 9  | 503 | – | 478 | +25  | 25                                            |
| 6  | Herlev/Hjorten Håndbold | 22 | 10 | 1 | 11 | 469 | – | 500 | −31  | 21                                            |
| 7  | BK Ydun 2 (N)           | 22 | 9  | 1 | 12 | 447 | – | 480 | −33  | 19                                            |
| 8  | B 09 København (O)      | 22 | 8  | 2 | 12 | 494 | – | 537 | −43  | 18                                            |
| 9  | Hillerød HK             | 22 | 8  | 2 | 12 | 520 | – | 532 | −12  | 18                                            |
| 10 | Øresund Håndbold (N)    | 22 | 8  | 1 | 13 | 519 | – | 516 | +3   | 17Kvalificeret til nedrykningskampe           |
| 11 | USG                     | 22 | 6  | 1 | 15 | 454 | – | 499 | −45  | 13Nedrykning til Kvalifikationsrækken 2014-15 |
| 12 | VHC/Vidar               | 22 | 5  | 3 | 14 | 470 | – | 565 | −95  | 13Nedrykning til Kvalifikationsrækken 2014-15 |

 K: Kampe spillet, V: Vundne kampe, U: Uafgjorte kampe, T: Tabte kampe, Mf: Mål for, Mi: Mål imod, +/-: Måldifference, P: Point

 

## Oprykningskampe

### Indledende kampe
De hold, der endte på andenpladsen i deres pulje, blev parret i tre playoff-opgør, der blev afgjort over to kampe, og de tre vindere gik videre til slutkampene om oprykning.
| Pulje   | Dato      | Dato      | Hjemmehold i 1. kamp                    | Hjemmehold i 2. kamp                        | Resultat | Resultat | Resultat |
| Pulje   | 1. kamp   | 2. kamp   | Hjemmehold i 1. kamp                    | Hjemmehold i 2. kamp                        | Total    | 1. kamp  | 2. kamp  |
| ------- | --------- | --------- | --------------------------------------- | ------------------------------------------- | -------- | -------- | -------- |
| Pulje A | 24. april | 29. april | Aalborg HK Nr. 2 i 3. division pulje 1  | Mejrup-Hvam Nr. 2 i 3. division pulje 2     | 42–50    | 22–21    | 20–29    |
| Pulje B | 22. april | 1. maj    | IF Stjernen Nr. 2 i 3. division pulje 4 | JAI Nr. 2 i 3. division pulje 3             | 48–34    | 26–16    | 22–18    |
| Pulje C | 26. april | 30. april | Holbæk HK Nr. 2 i 3. division pulje 5   | Furesø Håndbold Nr. 2 i 3. division pulje 6 | 46–39    | 24–20    | 19–22    |

### Slutkampe
De tre vindere af de indledende kampe blev parret med de tre hold, der var sluttet på 10.-pladsen i deres 2. divisionspulje, i tre playoff-opgør, der blev afgjort over to kampe. Vinderene af de tre playoff-opgør rykkede op i eller bevarede deres plads i 2. division, mens de tre tabere bevarede deres plads eller rykkede ned i 3. division.
Resultaterne medførte, at 3. divisionsholdene IF Stjernen og Holbæk HK rykkede op i 2. division.
| Pulje   | Dato    | Dato    | Hjemmehold i 1. kamp                    | Hjemmehold i 2. kamp                      | Resultat | Resultat | Resultat |
| Pulje   | 1. kamp | 2. kamp | Hjemmehold i 1. kamp                    | Hjemmehold i 2. kamp                      | Total    | 1. kamp  | 2. kamp  |
| ------- | ------- | ------- | --------------------------------------- | ----------------------------------------- | -------- | -------- | -------- |
| Pulje D | 12. maj | 15. maj | Mejrum-Hvam Nr. 2 i 3. division pulje 2 | Sæby HK Nr. 10 i 2. division pulje 1      | 48–50    | 24–25    | 24–25    |
| Pulje E | 12. maj | 17. maj | IF Stjernen Nr. 2 i 3. division pulje 4 | Viby IF Nr. 10 i 2. division pulje 2      | 51–50    | 21–22    | 30–28    |
| Pulje F | 11. maj | 18. maj | Holbæk HK Nr. 2 i 3. division pulje 5   | HUK Håndbold Nr. 10 i 2. division pulje 3 | 57–37    | 24–14    | 23–33    |

## Nedrykningskampe
De hold, der endte på 10.-pladsen i deres pulje, spillede playoffkampe mod et hold fra de lokale serier om at forblive i 3. division. 
Resultaterne medførte, at Haarby BK, Dalby G&IF og Ravnstrup KFUM rykkede ned i de lokale serier.
| Pulje   | Dato      | Dato    | Hjemmehold i 1. kamp                                  | Hjemmehold i 2. kamp                            | Resultat | Resultat | Resultat |
| Pulje   | 1. kamp   | 2. kamp | Hjemmehold i 1. kamp                                  | Hjemmehold i 2. kamp                            | Total    | 1. kamp  | 2. kamp  |
| ------- | --------- | ------- | ----------------------------------------------------- | ----------------------------------------------- | -------- | -------- | -------- |
| Pulje 1 | ?         | ?       | DSIO Odense/FHF 2 Nr. 2 i Fynsserien                  | VRI Nr. 10 i 3. division pulje 3                | ?–?      | ?–?      | ?–?      |
| Pulje 2 | 25. april | 1. maj  | Brøndby HK Nr. 2 i Kvalifikationsrækken pulje 1       | Haarby BK Nr. 10 i 3. division pulje 4          | 47–37    | 23–22    | 24–15    |
| Pulje 3 | 27. april | 1. maj  | Amager SK Nr. 2 i Kvalifikationsrækken pulje 2        | Dalby G&IF Nr. 10 i 3. division pulje 5         | 55–39    | 31–18    | 24–21    |
| Pulje 4 | 6. maj    | 12. maj | Øresund Håndbold Nr. 10 i 3. division pulje 6         | Allerød HK Nr. 2 i Kvalifikationsrækken pulje 3 | 50–43    | 24–18    | 26–25    |
| Pulje 5 | 7. maj    | 13. maj | SIF Ansager Nr. 2 i Oprykningsspil fra Jyllandsserien | Ravnstrup KFUM Nr. 10 i 3. division pulje 1     | 38–28    | 22–11    | 16–17    |
| Pulje 6 | 11. maj   | 18. maj | Funder GF Nr. 1 i Oprykningsspil fra Jyllandsserien   | Team Vest Håndbold Nr. 2 i 3. division pulje 2  | 44–56    | 23–25    | 21–31    |

### Puljer
- DHF - 3. Division Damer - Pulje 1
- DHF - 3. Division Damer - Pulje 2
- DHF - 3. Division Damer - Pulje 3
- DHF - 3. Division Damer - Pulje 4
- DHF - 3. Division Damer - Pulje 5
- DHF - 3. Division Damer - Pulje 6

### Oprykningskampe
- DHF - 2. Division Damer Op Indledende kampe - Pulje A
- DHF - 2. Division Damer Op Indledende kampe - Pulje B
- DHF - 2. Division Damer Op Indledende kampe - Pulje C
- DHF - 2. Division Damer Op Slutkampe - Pulje D
- DHF - 2. Division Damer Op Slutkampe - Pulje E
- DHF - 2. Division Damer Op Slutkampe - Pulje F

### Nedrykningskampe
- DHF - 3. Division Damer Op - Pulje 1
- DHF - 3. Division Damer Op - Pulje 2
- DHF - 3. Division Damer Op - Pulje 3
- DHF - 3. Division Damer Op - Pulje 4
- DHF - 3. Division Damer Op - Pulje 5
- DHF - 3. Division Damer Op - Pulje 6